# Wie wir leben wollen
Wie wir leben wollen ist das zehnte Studioalbum der deutschen Indie-Rock-Band Tocotronic. Es erschien als Nachfolger des Albums Schall & Wahn am 25. Januar 2013 bei Vertigo Records und beinhaltet 17 Songs.

## Rezensionen
Andreas Borcholte rezensierte das Album mit 9,5 von 10 möglichen Punkten und resümiert für Spiegel Online: „Die Existenzangst, die bei Tocotronic immer mitschwang, hat jetzt auch den Körper erreicht.“
Franz Tanner von laut.de überschreibt seine Albumkritik mit dem Titel „Schwülstig-euphorische Oden für die Akademiker-Disko“:

„Die Summe dieser pop-philosophischen Betrachtungen hebt dieses Album mit jedem Hördurchgang aufs Neue in höchste Höhen oder schleudert es in tiefste Tiefen zurück, wenn man partout nur einen überangestrengten Zugang zu der eigenwilligen Poesie Dirk von Lowtzows finden mag.“

## Covergestaltung
Das Cover zeigt den Schriftzug „Wie wir Leben wollen“ in roter Schrift auf braunem Untergrund. Es handelt sich um Wörter, die von Elsa Bablitzka geschrieben wurden. Dazu Jan Müller in der Januar-Ausgabe des Rolling Stone 2013:

„Ich habe diese Dame während meines Zivildienstes betreut und eine Brieffreundschaft mit ihr geführt. … Das Wort 'Leben' haben wir in Großbuchstaben belassen - einerseits, weil es dieses Wort in ihren Briefen nicht in Kleinschrift gab, andererseits, weil es eine gewisse Dringlichkeit herstellt.“

## Singles
Als erste Single wurde am 4. Februar 2013 der Song Auf dem Pfad der Dämmerung als 7”- Vinyl veröffentlicht. Sie enthält neben der Single als zweites Stück den Titelsong des Albums Wie wir leben wollen. Am 12. April 2013 erschien die zweite Single Ich will für Dich nüchtern bleiben als 7” Vinyl Maxi und Download. Sie besteht aus Remix-Versionen der Lieder Ich will für dich nüchtern bleiben und Abschaffen.

## Titelliste
1. Im Keller – 3:15
2. Auf dem Pfad der Dämmerung – 3:58
3. Abschaffen – 4:53
4. Ich will für dich nüchtern bleiben – 3:08
5. Chloroform – 3:11
6. Neutrum – 4:14
7. Vulgäre Verse – 4:42
8. Warte auf mich auf dem Grund des Swimmingpools – 6:08
9. Die Verbesserung der Erde – 5:40
10. Exil – 3:10
11. Die Revolte ist in mir – 3:48
12. Warm und Grau – 5:06
13. Eine Theorie – 3:21
14. Höllenfahrt am Nachmittag – 2:23
15. Neue Zonen – 4:41
16. Wie wir leben wollen – 4:23
17. Unter dem Sand – 2:21

## Mitwirkende
- Dirk von Lowtzow: Gesang, Gitarre
- Rick McPhail: Gitarre, Keyboard, Chöre
- Jan Müller: Bass, Chöre
- Arne Zank: Schlagzeug, Chöre
- Julia Wilton, Michaela Meise: Zusätzliche Gesänge
- Ben Lauber: Kanun, Glockenspiel, Kastagnetten
- Ebba und Jakobus Durstewitz: Blasinstrumente, Arrangement der Blasinstrumente
- Dorit Chrysler: Theremin
- Moses Schneider: Produzent
- Ingo Kraus: Aufnahmen in den Studios „Candy Bomber Studio“ und „Transporterraum“ in Berlin sowie in „The Upper Room“, Hamburg
- Michael Ilbert: Abmischung im „Hansa Mix Room“, Berlin
- Michael Schwabe: Mastering im „Monoposto Mastering“, Düsseldorf